# Norman Fucking Rockwell!
Norman Fucking Rockwell! is het zesde studioalbum van de Amerikaanse zangeres Lana Del Rey. Het album, dat op 30 augustus 2019 uitkwam, werd voorafgaan door de singles "Mariners Apartment Complex" en "Venice Bitch" die al in september 2018 verschenen. "Hope Is a Dangerous Thing for a Woman Like Me to Have – but I Have It" en "Doin' Time" kwamen uit in 2019. De productie werd door critici goed ontvangen. Muziekwebsite Pitchfork beoordeelde het album met 9,4; het hoogste cijfer voor een album in vijf jaar en het hoogste cijfer voor een vrouwelijke artiest in ruim tien jaar. Op Metacritic scoorde het album in september 2019 gemiddeld 87, wat maakt dat Norman Fucking Rockwell! tot nu Del Reys best beoordeelde album is.

## Tracklist
1. Norman Fucking Rockwell!
2. Mariners Apartment Complex
3. Venice Bitch
4. Fuck It I Love You
5. Doin' Time
6. Love Song
7. Cinnamon Girl
8. How To Disappear
9. California
10. The Next Best American Record
11. The Greatest
12. Bartender
13. Happiness Is Butterfly
14. Hope Is A Dangerous Thing For A Woman Like Me To Have - But I Have It

| Nr. | Titel | Duur |
| --- | ----- | ---- |

## Tour
Eind 2019 vond het eerste deel van de gelijknamige tour plaats, met concerten in voornamelijk de VS. Begin 2020 had het Europese gedeelte moeten volgen, maar dat annuleerde de zangeres omdat ze ziek was.

## Hitnotering

### NederlandseAlbum Top 100
| Hitnotering: 30-08-2019 t/m 18-09-2019 | Hitnotering: 30-08-2019 t/m 18-09-2019 | Hitnotering: 30-08-2019 t/m 18-09-2019 | Hitnotering: 30-08-2019 t/m 18-09-2019 | Hitnotering: 30-08-2019 t/m 18-09-2019 | Hitnotering: 30-08-2019 t/m 18-09-2019 | Hitnotering: 30-08-2019 t/m 18-09-2019 | Hitnotering: 30-08-2019 t/m 18-09-2019 | Hitnotering: 30-08-2019 t/m 18-09-2019 | Hitnotering: 30-08-2019 t/m 18-09-2019 | Hitnotering: 30-08-2019 t/m 18-09-2019 | Hitnotering: 30-08-2019 t/m 18-09-2019 | Hitnotering: 30-08-2019 t/m 18-09-2019 | Hitnotering: 30-08-2019 t/m 18-09-2019 | Hitnotering: 30-08-2019 t/m 18-09-2019 | Hitnotering: 30-08-2019 t/m 18-09-2019 | Hitnotering: 30-08-2019 t/m 18-09-2019 | Hitnotering: 30-08-2019 t/m 18-09-2019 | Hitnotering: 30-08-2019 t/m 18-09-2019 | Hitnotering: 30-08-2019 t/m 18-09-2019 | Hitnotering: 30-08-2019 t/m 18-09-2019 |
| Week:                                  | 1                                      | 2                                      | 3                                      | 4                                      | 5                                      | 6                                      | 7                                      | 8                                      | 9                                      | 10                                     | 11                                     | 12                                     | 13                                     | 14                                     | 15                                     | 16                                     | 17                                     | 18                                     | 19                                     | 20                                     |
| -------------------------------------- | -------------------------------------- | -------------------------------------- | -------------------------------------- | -------------------------------------- | -------------------------------------- | -------------------------------------- | -------------------------------------- | -------------------------------------- | -------------------------------------- | -------------------------------------- | -------------------------------------- | -------------------------------------- | -------------------------------------- | -------------------------------------- | -------------------------------------- | -------------------------------------- | -------------------------------------- | -------------------------------------- | -------------------------------------- | -------------------------------------- |
| Positie:                               |                                        |                                        |                                        |                                        |                                        |                                        |                                        |                                        |                                        |                                        |                                        |                                        |                                        |                                        |                                        |                                        |                                        |                                        |                                        |                                        |
| Week:                                  | 21                                     | 22                                     | 23                                     | 24                                     | 25                                     | 26                                     | 27                                     | 28                                     | 29                                     | 30                                     | 31                                     | 32                                     | 33                                     | 34                                     | 35                                     | 36                                     | 37                                     | 38                                     | 39                                     | 40                                     |
| Positie:                               |                                        |                                        |                                        |                                        |                                        |                                        |                                        |                                        |                                        |                                        |                                        |                                        |                                        |                                        |                                        |                                        |                                        |                                        |                                        |                                        |